# Selenops vinalesi
Selenops vinalesi là một loài nhện trong họ Selenopidae.
Loài này thuộc chi Selenops. Selenops vinalesi được Martin Hammond Muma miêu tả năm 1953.